# Luna 1
Luna 1 (Луна 1) byla kosmická sonda SSSR. Cílem letu sondy bylo dosažení povrchu Měsíce, ten však nebyl naplněn. Postavila ji konstrukční kancelář OKB-1 Sergeje Koroljova, dnešní RKK Eněrgija. Tři předchozí lety shodného typu sondy v září, říjnu a prosinci roku 1958 byly neúspěšné (selhala nosná raketa).

## Průběh letu
Odstartovala z sovětského kosmodromu Bajkonur (dnes Kazachstán) 2. ledna 1959. Byla sice zacílena tak, aby dopadla na povrch Měsíce, jenže měla větší než plánovanou rychlost asi o 100 m/s a tak Měsíc po 34 hodinách letu minula o 6700 km od jeho středu. Byla prvním objektem ze Země, který překonal druhou kosmickou rychlost (11,4 km/s).

## Vybavení
Sonda ve tvaru koule o průměru 90 cm měla plášť ze slitiny hořčíku a hliníku. Uvnitř měla piezoelektrické detektory na mikrometeority, magnetometr ke studiu magnetického pole, vysílačku s frekvencí 183,6 MHz a chemické zdroje elektrického proudu i jiné elektronické vybavení. Vně byly umístěny antény a 4 protonové lapače iontů.
Poslední stupeň nosné rakety Vostok 8K72 (čtvrtý exemplář této rakety) měl 1 kg sodíku, který byl ve výšce 113 000 km nad Zemí rozptýlen a vytvořil umělou kometu. Z rozptylu bylo možné usuzovat na hustotu prostředí v tomto prostoru, pomohlo opticky určit přesnou polohu sondy. Teprve po astronomickém pozorování rozptýleného sodíkového mraku bylo jasné, že se let k Měsíci vydařil a sonda byla oficiálně pojmenována Luna 1.

## Planetka Slunce
Spojení s touto družicí bylo přerušeno po 62 hodinách kvůli vybití baterií ve vzdálenosti necelých 600 000 km. Nyní obíhá kolem Slunce jako první umělá planetka z planety Země. Oběžná dráha byla asi 450 dní. Není však nijak sledována.